# Mar de amores (película)
Mar de amores es una película Argentina dirigida por Víctor Dinenzon. Fue estrenada en el  22 de enero de 1998.

## Sinopsis
Él quiere quedarse con los muebles. Ella detesta que la llame amor. 
Una vida juntos para terminar tan sólo unidos por el casamiento de su hija,  Agustina.
Mientras Daniela se encarga de los preparativos de la boda, León se jacta de su flamante conquista: una joven de la edad de su hija. ¡Hay que tirar la casa por la ventana! Al fin y al cabo se casa la nena. 
La ceremonia, la fiesta, el vestido, la suegra, el suegro, los amigos.. la cuñada, el jardinero, la mucama, el tío solterón y la nona. 
¿Y la novia? ¿Dónde está la novia? La madre, al borde del delirio: Hernán, el novio, abandonado antes del sí, un músico perdido en su universo, un coro de preguntas sin respuesta entremezcladas en una comedia de enredos y sueños en fuga que corren detrás del amor.

## Reparto
| Actor             | Personaje  |
| ----------------- | ---------- |
| Teresa Costantini | Daniela    |
| Fernán Mirás      | Hernán     |
| Juan Leyrado      | Yago       |
| Karina Dali       | Agustina   |
| Gabriel Goity     | León       |
| Verónica Llinás   | Luisa      |
| Beatriz Bonnet    | Adela      |
| Jorge Sassi       | Robbie     |
| Antonio Grimau    | Emilio     |
| Gerardo Hochman   | Coreógrafo |

- Datos: Q16599126